# Погоныш

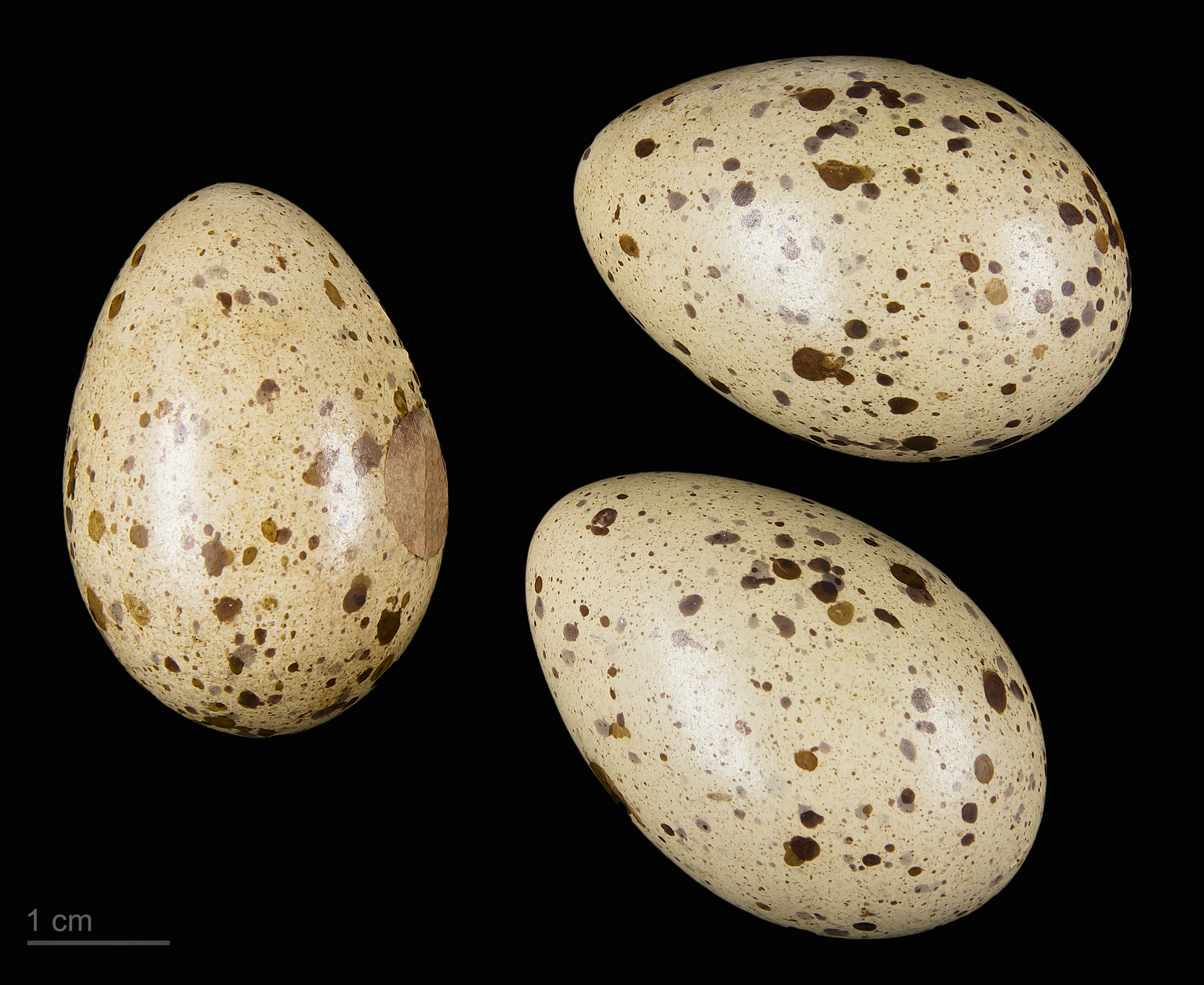
яйцо Porzana porzana — Тулузский музеум

Пого́ныш, также  болотная курочка, коростелек, пастух, болотный коростель (лат. Porzana porzana) — небольшая скрытная птица семейства пастушковых, гнездящаяся в Европе и Азии, где обитает в прибрежных зарослях водоёмов со стоячей либо медленно текущей водой — озёрах, речных затонах или поросших болотах.

## Описание

### Внешний вид
Небольшая птица, немного меньше коростеля, длиной 21—25 см и весом 80-130 г. Оперение пёстрое и в целом более тёмное, чем у коростеля. Голова и передняя часть шеи свинцово-серые, с частыми светлыми крапинками. Верхняя часть туловища и крылья тёмно-бурые либо оливкового цвета, с мелкими белыми и крупными чёрными пестринами. Брюхо более светлое — охристое, иногда с редкими мелкими пятнами. Подхвостье рыжеватое. Крылья короткие, слегка округлые, с 10 первостепенными маховыми. Клюв короткий, конусообразный, прямой, красный в основании и жёлтовато-серый на конце. Радужная оболочка красновато- либо желтовато-бурая. Хвост торчком. Ноги длинные, желтовато-зелёные, с длинными пальцами. Самцы и самки друг от друга почти не отличаются, хотя самка может выглядеть несколько светлее. У молодых птиц горло более светлое — беловатое, а участки серых перьев на голове и передней части шеи не выражены. Подвидов не образует.

### Отличия от схожих видов
Погоныши имеют внешнее сходство с некоторыми другими птицами. По телосложению и образу жизни напоминают водяного пастушка (Rallus aquaticus), но в отличие от него немного меньше размером и легко отличаются строением клюва, который у последнего более вытянутый и тонкий. Коростель более светлый, с монотонным красновато-бурым клювом. У каролинского погоныша пестрины на голове, шее и грудке отсутствуют, а на лбу имеется хорошо заметная тёмная продольная полоса, которой нет у обыкновенного погоныша. Малый и погоныш-крошка заметно меньше размером; у малого погоныша отсутствуют белые пестрины на спине и на шее, у погоныша-крошки на шее.

### Голос
Погоныша лучше всего слышно в апреле-мае, во время брачного периода. В это время ночью он издаёт характерные только для него звуки, хорошо слышимые на расстоянии до 1-2 км — мелодичный свист «уить…уить…уить», напоминающий капанье воды. Птицы свистят ритмично, со скоростью примерно 60—110 раз в минуту. В остальное время они, как правило, ведут себя тихо, издавая лишь негромкие «тук-тук». В случае появления опасности птицы громко кричат, издавая резкие высокие труднопроизводимые звуки.

## Распространение
Гнездится в условиях северного и умеренного климата в Европы и Западной Сибири, однако ареал очень спорадичен и во многом изучен недостаточно. Местами встречается в Азербайджане, Казахстане, Средней Азии, Иране, возможно на западе Монголии и северо-западе Китая. На восток добирается до бассейна Ангары, где гнездится в среднем течении реки Иркут. В Западной Европе в целом редок и во многих регионах отсутствует вовсе, однако обыкновенен в некоторых районах Италии и Испании. Популяции Северной и Восточной Европы, а также Сибири более многочислены. Северная граница ареала доходит до 64° северной широты в бассейне Оби.

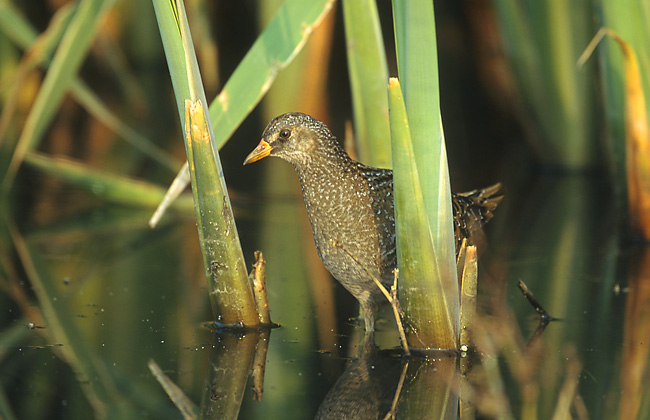
В зарослях прибрежных трав

В период размножения занимает мелководные пресноводные водоёмы, влажные луга или болота, густо поросшие надводными растениями — тростником, камышом, ивняком, осокой, рогозом, вейником. Держится всегда скрытно; иногда лишь брачный крик самца выдаёт присутствие неподалёку птицы. Открытых пространств избегает, прячется в траве. По земле и по мелководью передвигается очень быстро, ловко маневрируя среди растительности. Плавает неохотно, однако в случае опасности может поплыть или даже нырнуть под воду. Летает всегда в одиночку; во время полёта шея втянута, а ноги неуклюже болтаются сзади. Активен главным образом в сумерки и ночью. В местах зимних стоянок занимает аналогичные биотопы.
В подавляющем большинстве перелётная птица; лишь вдоль южного побережья Каспийского моря держится оседло. Осенняя миграция начинается в июле, а основной отлёт приходится на август-сентябрь. По пути птицы делают остановки для отдыха. Летят в одиночку, ночью. Популяции Европы осенью мигрируют в южном либо юго-западном направлении. Часть из них останавливается в Средиземноморье на юге Европы и на севере Африки. Другая часть пересекает Сахару и зимует в Западной, Восточной и Юго-Восточной Африке, где занимает труднодоступные заболоченные территории. В небольшом количестве отмечены случаи зимовок в Закавказье в Азербайджане. Птицы из неустановленных популяций отмечены на Ближнем Востоке. Погоныши из более восточных регионов перемещаются на север Индии и в Пакистан.

## Размножение
Моногамы — на одного самца приходится только одна самка. Время прилёта к местам гнездовий зависит от широты; на территории России птицы появляются в середине апреля — середине мая. Для гнезда выбирается заболоченная территория или мелководный водоём с пресной водой и густой растительностью — сырой луг, мшистое или кочковатое болото, торфяник, небольшое озеро, тихий речной затон. Обязательным условием является обилие кустарника или заросли тростника, камыша или других водных трав. Подзывая самку, самец громко кричит, издавая характерный свист — часто лишь по этому голосу можно узнать, что по соседству гнездятся погоныши. Как только пара окончательно сформирована, птицы иногда начинают кричать вместе.

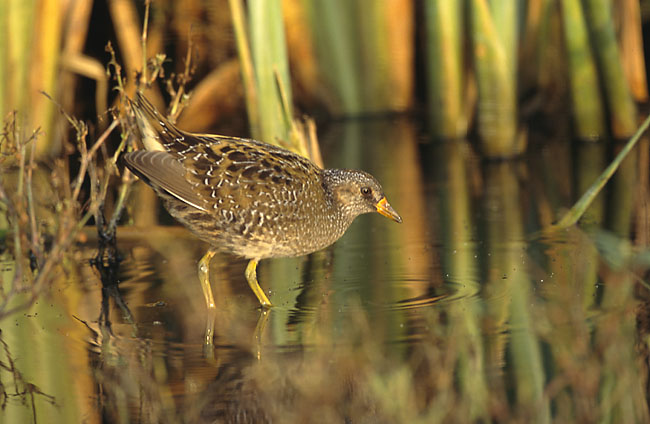
В поисках пищи

Гнездо строится на небольшой кочке посреди болота или сырого луга, под заломом на отмели, в зарослях ивняка. Участки сухих трав птицы стараются избегать. В качестве строительного материала используется имеющаяся в наличии растительность — если гнездо расположено на сыром лугу, то в ход идут сухие стебли и листья злаков, если в зарослях камыша — то изнутри гнездо выстилается злаковыми растениями, а снаружи камышом. Гнездо, представляющее собой чашевидное образование с глубоким лотком и высокими стенками, всегда хорошо спрятано и незаметно как с боков, так и сверху. В случае, если над гнездом имеется открытое пространство, погоныши дополнительно маскируют его листьями. Размеры гнезда — диаметр 15-17 см, высота 5—15 см, глубина лотка 4,5—7 см. Строительством занимаются и самец, и самка.
Как правило, погоныши выводят птенцов один раз за сезон; в случае гибели первой кладки самка способна отложить повторно. Кладка обычно состоит из 8-12 яиц грязно-охристого либо зеленовато-охристого цвета с красноватыми или бурыми пятнами. Размеры яиц (29—37) Х (22—26) мм. Инкубационный период составляет от 18 до 24 дней, оба родителя участвуют в насиживании. Птенцы полувыводкого типа — они уже через несколько часов после вылупления покидают гнездо и следуют за самцом на прогулку, однако ночью возвращаются обратно в гнездо. Тем не менее, первое время они не способны поддерживать температуру своего тела и добывать себе корм, и в этот период полностью зависимы от родителей. При вылуплении птенцы частично покрыты чёрным пухом, который на голове, горле и спине имеет зеленоватый металлический отлив. Примерно через 20 дней птенцы начинают искать себе пищу самостоятельно, однако ещё некоторое время подкармливаются родителями. Через 35—42 дней они становятся на крыло, и в конце июля-августе уже становятся полностью самостоятельными.

## Питание
Всеядны — питаются как растительной, так и животной пищей. Кормятся семенами и вегетативными частями растений, мелкими беспозвоночными (водными насекомыми и их личинками, моллюсками), реже мелкой рыбой и падалью. В поисках пищи ходят по мелководью вдоль прибрежных зарослей, либо в траве.